# Mirosław Malec

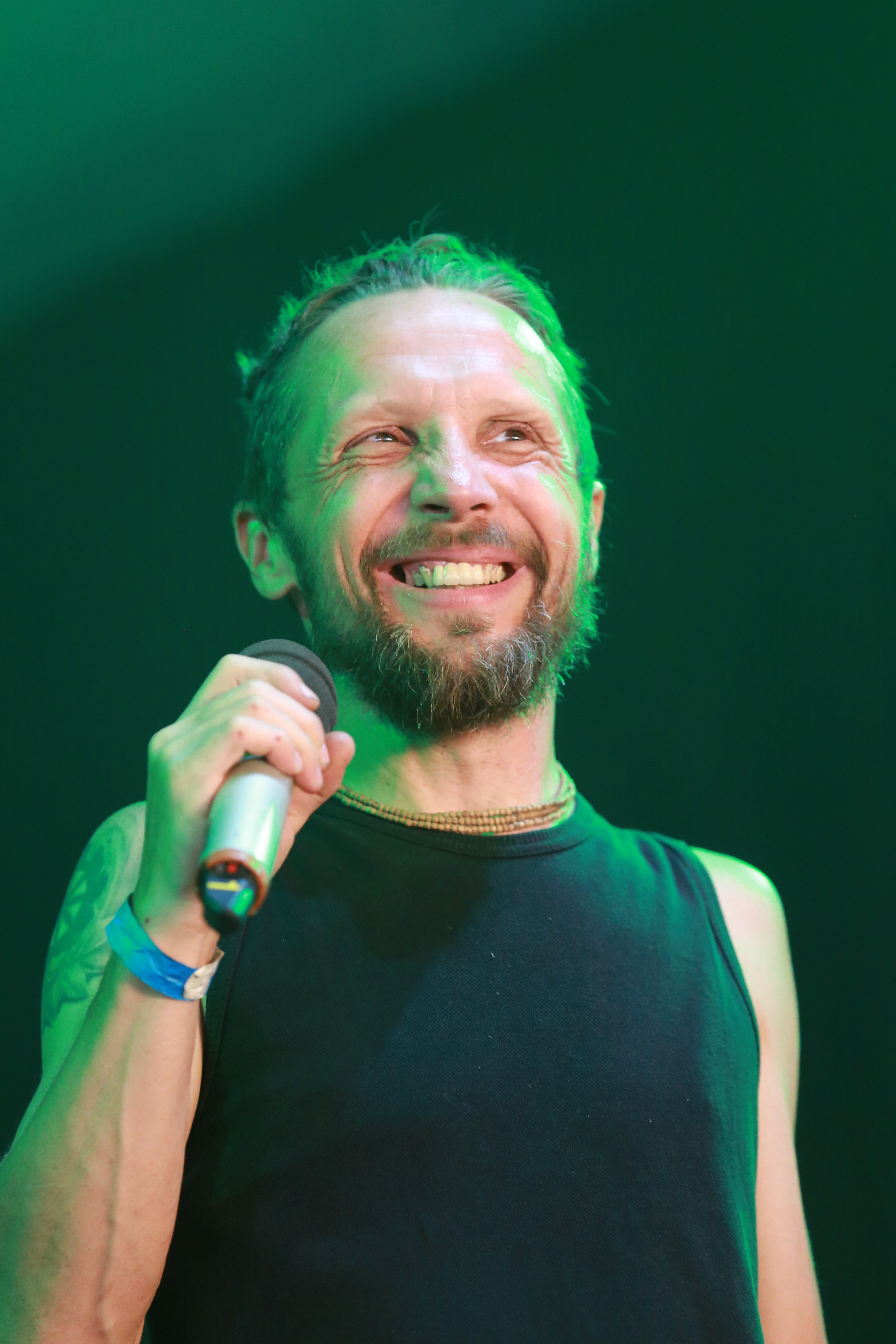
Na Pol’and’Rock Festival w 2018 r.

Mirosław Malec vel S'Malec – MADHU (ur. 19 maja 1969 w Jaworze) – polski wokalista, założyciel grup punkrockowych Zielone Żabki, Ga-Ga i Radical News.
Z grupą Zielone Żabki zdobyły pierwsze miejsce na Festiwalu w Jarocinie w 1988 roku. W 1992 roku taki sam sukces osiągnął z grupą Ga-Ga. W 1994 roku Smalec związał się z Towarzystwem Świadomości Kryszny. W 1996 roku założył grupę Radical News, z którą wystąpił na festiwalu Przystanek Woodstock.

## Dyskografia
Z grupą Zielone Żabki
- Twoja Anarchia (live) – amatorski zapis koncertu (1994)
- Dzieci Są Złe (1994)
- Orkiestra do tańca już gra (1995)
- Lekcja historii (2005)

Z grupą Ga-Ga
- Oi! Oi! Oi! (1993)
- Jarocin '93 (1993)
- Rebelia (1993)
- Antymaterialne nadawanie (1994)
- Reinkarnacja (1995)
- Czas walki (2005)
- Lekcja historii (2013)

Z grupą Radical News
- Radykalne wiadomości (1998)
- Radical Sound System (2003)

Z grupą Ga-Ga/Zielone Żabki
- Fakty i Fikcje (2009)
- Alternatywne Światy (2011)
- Nowy Porządek (2016)